# William Sayle
William Sayle (* um 1590, wahrscheinlich in England; † 4. März 1671 auf den Bahamas) war ein englischer Kolonialpolitiker.

## Leben
Der genaue Geburtsort und Geburtsdatum von William Sayle sind nicht überliefert. Er wurde höchstwahrscheinlich in England geboren. Über seine Jugend und Ausbildung ist ebenfalls nichts bekannt. Er heiratete und wurde Vater von drei Söhnen (Thomas, Nathaniel, und James).
Um das Jahr 1630 ließ sich Sayle auf den Bermuda-Inseln nieder, wo er beträchtliche Ländereien erwarb. In seiner neuen Heimat stieg er durch seinen Reichtum bald zu einem der einflussreichsten und mächtigsten Personen auf. Zwischenzeitlich amtierte er dort mit Unterbrechungen als Kolonialgouverneur. Als sich Bermuda gegen seinen Willen im Verlauf des Englischen Bürgerkriegs als königstreu erwies, beschloss der Anhänger von Oliver Cromwell die Insel mit Gleichgesinnten zu verlassen. Diese sogenannten Eleutheran Adventurers ließen sich Ende der 1640er Jahre auf den Bahamas-Inseln nieder. Zwischen etwa 1648 und 1657 lebte Sayle auch dort, ehe er wieder auf die Bermudas zurückkehrte, wo er von 1658 bis 1662 erneut das Amt des Gouverneurs ausübte.
Ende der 1660er Jahre brachte Sayle mit einigen Schiffen Siedler von den Bermudas in die Provinz Carolina. Dort war er auch an der Gründung der Stadt Charleston beteiligt. Trotz seiner hohen Alters von 80 Jahren wurde er am 15. März 1670 von John Yeamans zum Kolonialgouverneur bestimmt. Dieses Amt bekleidete er bis zu seinem Tod am 4. März 1671. Als Gouverneur musste er sich mit einer starken Opposition auseinandersetzen, die ihm religiöse Intoleranz (er war Puritaner) vorwarfen. Außerdem bezweifelte die Opposition die Geschäftsfähigkeit von Sayle. Das wurde mit seinem Alter und seinem damals anscheinend schlechten Gesundheitszustand begründet. Es kam sogar zu einer Petition mit der Forderung der Amtsenthebung, zu der es aber nicht kam. Er verstarb am 4. März 1671.